# Spreitenbach
Spreitenbach é uma comuna da Suíça, no Cantão Argóvia, com cerca de 10.032 habitantes. Estende-se por uma área de 8,60 km², de densidade populacional de 1.167 hab/km². Confina com as seguintes comunas: Bellikon, Bergdietikon, Dietikon (ZH), Killwangen, Oberrohrdorf, Oetwil an der Limmat (ZH), Remetschwil, Würenlos.
A língua oficial nesta comuna é o Alemão.